# 루한
루한(Luhan, 鹿晗, 1990년 4월 20일 ~ )은 중국의 아이돌, 가수, 배우다.

## 생애
1990년 4월 20일 중국 베이징 하이뎬에서 태어났다.
2008년 연세대학교 한국어학당에 교환학생으로 재학하던 중 SM 엔터테인먼트의 캐스팅 제의를 받았다. 2010년에 SM 엔터테인먼트에 입사하였다. 2011년 12월 카이에 이어 두번째 EXO 멤버로 공개되었다.
전현 중국인 멤버들 중에서는 한국어를 가장 잘한다.

### 전속 계약 소송
2014년 9월 12일을 기준으로 태국 콘서트에 불참했다. 장시간 비행기를 타는 무리한 일정으로 불면증과 두통에 시달렸다고 한다. 이전 중국 콘서트에서 일사병 증상으로 엔딩 불참부터 8월에는 콘서트에서 춤을 못 출 만큼 상태가 악화되었다. 20일 자신의 고향 베이징에서 열린 콘서트에 한층 수척해진 모습으로 참석하였다.
이후 병으로 인해 한동안 휴식 중인 것으로 알려져 있다가 전속 계약 효력 부존재 확인 소송 보도가 나왔다. 전 멤버 크리스에 이어 같은 그룹 내 같은 내용으로 일이 반복되어 관계자와 팬덤의 충격이 클 것으로 보였다. 그런데 그 전부터 루한이 곧 팀을 탈퇴할 움직임을 보일 것이라는 소문이 인터넷에서 돌고 있었다. 팬덤 내에서는 11인조 지지자들과 10인조 지지자들이 내분 중이며, 이 틈에 숨어 있던 12인조 지지자들까지 출몰했다.
또한 같은 날 EXO 중국인 멤버인 레이가 시나 웨이보에서 루한을 응원하는 글을 남겼으며, 슈퍼주니어-M 멤버 조미도 루한을 응원하는 글을 남겼다. 한편 루한의 부모는 아들의 결정을 지지한다고 밝혔다고 국내 언론들이 기사를 냈으나 사실 루한의 부모는 중국 언론과 인터뷰한 적이 없고, 인터뷰 요청도 모두 거절했다. SM은 10월 10일 루한의 소송 건과 관련하여 배후 세력이 있다고 주장했다. 그리고 루한은 자신의 SNS에 심경을 토로했다.
팬덤 반응도 충격 상태였으며, SM의 주가 역시 엄청난 영향을 받아 소송 소식이 알려짐과 동시에 주가가 폭락해 시가 총액 1,000억 원이 증발해 버렸다. SM 대표 이수만의 개인 주식 평가액도 소녀시대 제시카의 탈퇴가 알려졌을 때는 하락치가 76억이었으나 루한의 소송 사실이 알려진 10일에는 무려 세 배가 넘는 240여억 원의 액수가 사라졌다.
순하고 고운 외모와 성격, 그리고 늘 겸손한 모습 때문에 팬덤 내에서 호감을 얻었던 지라 신뢰도가 큰 멤버였기에 아무도 이런 상황을 예상치 못했다. EXO로서의 활동 내역이나 평소 행동에서 단점을 찾을 수 없을 정도로 좋은 이미지였기에 그만큼 팬들의 충격과 상실감도 큰 편이었다. 자세한 탈퇴 이유는 본인이 직접 밝힌 적 없으나 법원에 제출한 소장에서는 2013년 10월부터 이듬해 10월까지의 정산을 제대로 받지 못했다는 점과 건강이 악화되었다는 점을 이유로 들고 있다.
이에 대해 SM 측에서는 소를 제기할 하등의 이유가 없는 상황에서 전 멤버 크리스와 동일한 법무 법인을 통해 동일한 방법으로 소를 제기한다는 것은 그룹 활동을 통해 스타로서의 큰 인기를 얻게 되자 그룹으로서의 활동이나 소속사를 포함한 모든 관련 계약 당사자들의 이해 관계를 무시하고 개인의 이득을 우선시한 것이라고 반발했다.
한 달 전부터 수면 밑에서 탈퇴 소문이 꾸준히 나왔던 점, 태국 콘서트의 불참 내용을 회사 공식 입장이 아닌 개인 SNS로 알려 왔던 점, 12시간 만에 루한의 팬 사이트들이 4개 국어로 지지 성명을 발표한 점, 9월 중순 중국에서 실제 기사가 돌았던 점을 들어 일부 팬들은 이 상황을 대충은 예측하고 있었던 것으로 보인다.
루한의 소송은 서울중앙지방법원 민사 46부에 배당됐다.
11월 2일 중국에서 영화 '중반 20'의 기자 회견이 열렸고 참석 여부가 분분하던 루한은 예정대로 참석했다. EXO나 소송에 관한 질문은 없었으며, 순조롭게 진행을 마쳤다. 이날 웨이보에서는 루한이 검색어 1위에 랭크되었고 실시간 중계로 나온 인터뷰는 수십만 명이 동시 접속하는 등 큰 관심을 받았다.
25일 법원은 루한의 소송을 조정에 회부했다.
2015년 1월 16일 오전 법원에서 2차 조정 기일을 갖고 SM 전속 계약과 관련한 이견을 조율했으나 의견 차이를 좁히지 못하고 실패했다.
2월 4일 SM은 루한과 루한을 모델로 채용하고 있는 광고 회사가 현재 계약도 끝나지 않은 상태에서 무단으로 활동하고 있다고 중국 법인과 정식으로 협력해 중국 법원에 소송을 제기했다.
6일 루한의 법률 대리인 측에서는 공식 입장을 밝히거나 인터뷰를 하지 않겠다고 밝혔다. 한편 이날 법원에서 열린 3차 조정 역시 의견차만 확인하고 결렬됐다.
10일 SM 측은 홍콩 법원에 루한과 루한을 무단으로 출연시킨 영화사들을 상대로 그 책임을 묻는 정식 소송을 제기했다.
3월 27일 4차 조정도 결렬됐다.
5월 18일 법원은 강제 조정을 결정했다. SM은 이날 침권 침해 소송을 제기했다. 하지만 6월 5일 강제 조정도 불발됐다. 7월 31일 SM은 중국에서 정식 소송을 제기했다. 9월 19일 첫 재판이 열린다.
2016년 7월 21일, 언론 보도를 통해 소송 종결이 발표됐다. 법원의 화해 권고 결정에 따라 소송 결과에 따르면 루한은 원래 계약대로 2022년까지 SM과의 계약이 유지되며 그 기간 동안에는 한국과 일본에서의 활동만 제한되고 그 외에는 자유롭게 활동할 수 있다고 한다. 루한 측과 SM 측의 수입 분배 비율은 10퍼센트 또는 30퍼센트라는 소문이 돌지만 정확히 밝혀진 바는 없다. 어느 한쪽의 승소가 아닌 합의로 끝난 소송이다. SM 측에서는 루한이 EXO로서 활동할 계획은 없다고 밝혔다.

### 소송 이후
EXO 탈퇴 이후에도 한국에 일 또는 휴가로 몇 번 방문하기도 했다. 2016년 1월 31일 새벽 탈퇴한 중국인 멤버들 중 처음으로 인천국제공항을 통해 한국으로 돌아왔다. 다만 베이징에서부터 조용히 웬만한 캐리어도 없이 혈혈단신으로 들어와 홀연히 사라졌으며, 공항에서 만난 팬들과의 대화에 의하면 1인 기획사 직원들과의 휴가 차 들어온 것이라고 한다. 입국 1주일 째에도 직원들에게 대게를 한 번 사 줬다는 인증 사진이 올라온 것을 제외하면 행적이 묘연했다.
그리고 2개월 후 출연 중인 중국판 런닝맨 번파오바슝디에서 송중기와 함께 촬영했고, 4월 17일 한국의 런닝맨 멤버들과 촬영을 위해 한국에도 왔다. 그리고 한국 공항에서 팬들과 인사를 나누기도 했다.
10월 21일 드라마 촬영을 끝내고 휴가를 보내기 위해서 한국에 또다시 입국했다. 서울특별시 압구정동의 거리들과 카페, 백화점 등에서 목격되고는 했다. 한 번은 고깃집에서 중국인이 루한을 알아 보고 유학생이라고 변명하기도 했다는 일화도 있다. 예전에 런닝맨 촬영을 같이 했었던 개리의 브랜드 모자를 쓰고 한국의 거리에서 인증 사진을 찍기도 하고 할로윈 분장을 해서 SNS에 올리기도 했다. 11월 26일 이후에도 한국에 자주 드나드는 모습이 포착되고 있다. 한국 팬들의 선물과 편지를 받기도 했다.
2017년 중국 연예인 수입 랭킹에서 2위를 차지했다.
EXO 탈퇴 멤버들 중에서 유일하게 현재까지도 과거 그룹 동료들과 연락하면서 지낸다는 소문이 있었지만 그나마 같이 중화권에서 활동하는 레이와 공식 석상에서 함께 있었던 모습을 빼면 딱히 확인된 바는 없다.

## 학력
- 베이징 스다(師達)중학
- 베이징 하이뎬(海淀)외국어실험학교
- 서울종합예술학교 실용음악과

## 데뷔 이전
- 2011년 12월 29일 SBS 《가요대전》 (카이, 루한, 타오, 첸)

## 음반활동

### EP
| 제목           | 음반정보                                                                   | 판매량                                                                                | 비고                                              |
| -------------- | -------------------------------------------------------------------------- | ------------------------------------------------------------------------------------- | ------------------------------------------------- |
| Reloaded I     | - 포맷: 디지털 다운로드 - 발매일자: 2015년 9월 14일 - 레이블: LuHan Studio | * 2,000,034+ (2016년 5월 기준)                                                        | 중국 최초 200만장 돌파 중국 최대 음반 판매량 기록 |
| Reloaded Ⅱ     | - 포맷: 디지털 다운로드 - 발매일자: 2015년 12월 2일 - 레이블: LuHan Studio | * 922,672+ (2016년 4월 기준)                                                          |                                                   |
| Reloaded +     | - 포맷: 디지털 다운로드 - 발매일자: 2016년 2월 19일 - 레이블: LuHan Studio | * 1048,509+ (2016년 2월 기준)                                                         |                                                   |
| Luhan Wish Box | - 포맷: CD - 발매일자: 2016년 1월 15일 - 레이블: LuHan Studio              | CD, DVD, 화보집, 포스터, 팔찌, 티셔츠 등이 포함된 1만장 한정 Wish Box로 89초만에 매진 |                                                   |

### 싱글 및 사운드트랙
| 제목                             | 연도 | 비고                                                   |
| -------------------------------- | ---- | ------------------------------------------------------ |
| <Dear My Family>                 | 2012 | I AM O.S.T                                             |
| <MAXSTEP>                        | 2012 | PYL Younique Volume 1                                  |
| <我们的明天>                     | 2014 | 《重返20岁》 OST                                       |
| <愛情向前進>                     | 2015 | 《重返20岁》 OST                                       |
| <甛蜜蜜>                         | 2015 | 《첨밀밀, 1997》중국 개봉 기념 주제곡 리메이크         |
| <请到长城来滑雪>                 | 2015 | 2015년 베이징 동계올림픽 유치 홍보 OST / with 타오저\| |
| <有點兒意思>(That Good Good)     | 2015 |                                                        |
| <致愛>(Your Song)                | 2015 |                                                        |
| <超级冠军>(Football Gang)        | 2015 |                                                        |
| <勋章>(Medals)                   | 2015 | 영화《我是证人》주제곡                                 |
| <诺言>(Promises)                 | 2015 | OPPO CM송                                              |
| <LU>                             | 2015 |                                                        |
| <海底>(Deep)                     | 2015 | 영화《쿵푸팬더3》주제곡                                |
| <原动力>(The Inner Force)        | 2016 | 영화《星球大战(스타워즈:깨어난포스)》주제곡            |
| <封印>(Excited)                  | 2016 |                                                        |
| <致愛>(Your Song)acoustic ver.   | 2016 |                                                        |
| <某时某刻>(Catch me When I fall) | 2016 |                                                        |

### 뮤직비디오
| 발매일     | 제목                             | 앨범             | 비고                                                 |
| ---------- | -------------------------------- | ---------------- | ---------------------------------------------------- |
| 2014-12-02 | <我们的明天>                     | 《重返20岁》 OST |                                                      |
| 2015-02-04 | <甜蜜蜜>                         |                  | 《첨밀밀, 1997》중국 개봉 기념 주제곡 리메이크       |
| 2015-05-26 | <请到长城来滑雪>                 |                  | 2015년 베이징 동계올림픽 유치 홍보 OST / with 타오저 |
| 2015-09-27 | <有点儿意思>(That Good Good)     | <Reloaded I>     | 안무ver.                                             |
| 2015-09-21 | <致愛>(Your Song)                | <Reloaded I>     |                                                      |
| 2015-09-25 | <超级冠军>(Football Gang)        | <Reloaded I>     | 안무ver.                                             |
| 2015-10-15 | <勋章>(Medals)                   | <Reloaded I>     | 영화《我是证人》주제곡 영화ver.                      |
| 2015-11-02 | <诺言>(Promises)                 | <Reloaded I>     | OPPO CM송 드라마 ver.MV                              |
| 2015-11-26 | <LU>                             | <Reloaded Ⅱ>     |                                                      |
| 2015-11-26 | <海底>(Deep)                     | <Reloaded Ⅱ>     | 영화《쿵푸팬더3》주제곡                              |
| 2016-01-07 | <原动力>(The Inner Force)        | <Reloaded + >    | 영화《星球大战(스타워즈:깨어난포스)》주제곡          |
| 2016-02-17 | <封印>(Excited)                  | <Reloaded + >    | 안무ver.                                             |
| 2016-03-18 | <冒险时间>(Adventure time)       | <Reloaded I>     | Pyper America Smith 참여 안무ver.                    |
| 2016-10-23 | <某时某刻>(Catch me When I fall) |                  |                                                      |

## 음반 외 활동

### 콘서트
| 콘서트명                         | 장소                             | 일정       |
| -------------------------------- | -------------------------------- | ---------- |
| 鹿晗Reloaded北京首唱会(Showcase) | 北京                             | 2015-09-25 |
| 鹿晗Reloaded全国巡回演唱会       | 北京首都体育馆(베이징수도체육관) | 2016-03-26 |
| 鹿晗Reloaded全国巡回演唱会       | 广州体育馆(광저우체육관)         | 2016-04-02 |
| 鹿晗Reloaded全国巡回演唱会       | 上海大舞台(상해대무대)           | 2016-04-09 |

### 드라마
| 방영       | 제목                                       | 역할                 | 감독                                           | 장르         | 방송국             | 회차 | 비고                                                                                        |
| ---------- | ------------------------------------------ | -------------------- | ---------------------------------------------- | ------------ | ------------------ | ---- | ------------------------------------------------------------------------------------------- |
| 2017-04-17 | 《择天记》(택천기)(Fighter of the Destiny) | 陳長生(진장생)(주연) | 종주가(钟澍佳), 맥영린(麦咏麟), 공려대(孔厉大) | 고전, 판타지 | 호남위시(湖南卫视) | 52회 | 猫腻(마오니)의 동명의 인기 소설 원작 텐센트픽쳐스 창립 최초 제작 드라마로 4억위안 이상 투자 |

### 영화
| 촬영연도 | 제목                         | 역할                     | 감독             | 비고 |
| -------- | ---------------------------- | ------------------------ | ---------------- | --- |
| 2015     | 《重返20岁》(20여 다시 한번) | 項前進(샹첸진)           | 레스티 첸 陈正道 | 수상한 그녀 중국판, OST 참여, 북경 국제영화제 New Focus 신인상 수상, 베이징 대학생 영화제 최고인기남자배우상 수상, CJ중국영화제 상영 |
| 2015     | 《我是证人》(나는증인이다)   | 林冲(린총)(주연)         | 안상훈           | 블라인드 중국버전, 한국 영화진흥위원회 지원, 2016년 9월 14일 국내개봉                                                                |
| 2015     | 《12金鴨》                   | 카메오 출연              | Matt Chow        | 카메오 출연 |
| 2016     | 《長城》(The Great wall)     | 彭勇(펑용)(주연)         | 장이머우 张艺谋  | 중-미 합작 및 전세계개봉 |
| 2016     | 《盜墓筆記》(도묘필기)       | 吴邪(우시에)(주연)       | 이인항 李仁港    | 동명의 인기 소설 영화화, 10억위안 이상 수익 달성, 일본(중일영화제)개봉 2분만에 전좌석매진                                            |
| 2016     | 《摆渡人》(파도인)           | 카메오 출연              | 장가가 张嘉佳    | 왕가위제작, 양조위·안젤라베이비 주연                                                                                                 |
| 2016     | 《建军大业》(건군대업)       | 鄧小平(덩샤오핑)(카메오) | 유위강 刘伟强    | 건국 90주년 기념 3부작 영화의 마지막 편, 유엽·주아문 주연                                                                            |
| 2019     | 《上海堡壘》(상해보루)       | (주연)                   | 등화도 滕华涛    | |

### 방송
- KBS 《불후의 명곡 전설을 노래하다》 (2013년 9월 14일)
- MBC every1 《EXO's 쇼타임》 (2013년 11월 28일 ~ 2014년 2월 13일)[28]
- Mnet 《뜨거운 순간 xoxo, EXO》 (2014년 5월 9일 ~ 5월 30일)
- Mnet 《EXO 90:2014》(2014년 8월 15일 ~ 10월 31일)
- 강소위성TV《真心英雄》 (2015년 10월 2일)
- 후난위성TV《해피캠프 (쾌락대본영快乐大本营)》(2015년 10월 31일) 영화 <나는 증인이다> 홍보를 위해 양미, 주야원과 함께 출연.
- 저장위성TV《奔跑吧, 兄弟》시즌3 고정 멤버 (2015년 10월 23일 ~ 2016년 1월 15일)
- 저장위성TV Countdown concert《浙江卫视跨年晚会》 (2015년 12월 31일)
- 저장위성TV《奔跑吧, 兄弟》시즌4 고정 멤버 (2016년 4월 15일 ~ 2016년 7월 1일)
- 유큐, 유투브 공식채널을 통해 루한 단독 버라이어티쇼인 'Hey, Are You Luhan' 업로드. 총 10편으로 루한의 평소 모습이나 뮤비촬영, 콘서트 연습 등의 모습을 볼 수 있음. 영어, 한국어, 일본어 자막 제공.
- 저장위성TV《我去上学啦》시즌2 고정 멤버 (2016년 6월 26일 ~ 2016년 9월 18일)
- 저장위성TV Countdown concert《浙江卫视“爱在一起”领跑2017演唱会》(2016년 12월 30일)
- CCTV 《2017央视春晚》천웨이팅과 《爱你一万年》무대[29]
- 저장위성TV 《奔跑吧》시즌5 고정 멤버 (2017년 4월 14일 ~ 현재)

### 자선활동
- 2013년 6월 23일 박지성재단에서 주최하는 자선경기 '제3회 아시안 드림컵' 참여[30]

- 2014년 8월 24일 아이스버킷 챌린지에 지목되어 루게릭병 환자를 돕기위한 성금 기부[31]
- 2015년 1월 2일 CCTV1 梦想星搭档(Star Dream Partner) 청각장애아동 후원을 위한 기금마련 참여(기부한 이어폰이 113,000위안에 낙찰)[32]
- 2015년 3월 31일 알츠하이머병 환자를 돕는 '노란색팔찌' 서비스를 위한 성금 기부[33]
- 2015년 6월 1일 모델로 활동 중인 바이두 지도와 함께 농촌 어린이를 위한 학교버스 기증[34]
- 2015년 7월 14일 자폐아동을 돕는 周迅의 활동 참여
- 2015년 9월 23일 바자 자선의 밤 행사에 참여하여 성금 및 구급차 기부
- 2015년 중국자선가 명인방 24위 등재[35]
- 2015년 11월 8일 달형멤버들과 함께 '奔跑阳光+'에 참여하여 난징지역 학생들을 위한 물품 기부
- 2016년 4월 생일을 맞아 팬연합과 함께 중국청소년발전재단을 설립하여 '希望工程快乐足球(즐거운 축구 희망프로젝트)' 진행-중국 농촌지역 어린이들에게 축구 장비와 시설등을 제공
- 2016년 8월 '阳光维生素补充计划(햇빛비타민보충계획)' - 티베트 지구 어린이들을 위한 물품 기부
- 2016년 8월 27일 탠센트기부재단, 팬연합과 함께 루한운동시즌 'Light Run +1' 개최, 모금한 성금으로 21개 지역의 유치원 설립
- 2016년 9월 11일 바자 자선의 밤 행사에 드라마 촬영으로 불참하였으나 성금 및 구급차 기부

### 기타
- 2014년 2월 서울특별시 강남구 홍보대사
- 2015년 남도오락 1월호 표지 모델
- 2015년 당대가단 1월호 표지 모델
- 2015년 대중영화 1월호 표지 모델
- 2015년 ELLE CHINA 엘르 차이나 2월호 표지 모델
- 2015년 COACH S/S 화보 촬영
- 2015년 GQ Style S/S 표지 모델
- 2015년 경제전문지 포브스 차이나 5월호 표지 모델[36]
- 2015년 models.com <5 Faces of China> 화보 촬영[37]
- 2022년 동계 올림픽 베이징 유치 홍보대사[38]
- 2015년 YOHO 11월호 표지모델
- 2015년 BAZAAR CHINA 바자 차이나 11월호 표지 모델
- 2015년 COSMO POLITAN 코스모폴리탄 차이나 12월표 표지 모델
- 2015년 시사전문지 '인물'(人物) 12월호 표지 모델[39] - 90년대 생 최초
- 2015년 GQ차이나 12월호 표지 모델
- 2015년 남도주간 12월호 표지 모델
- 2016년 1월 7일 베이징 마담투쏘 박물관 밀랍인형 공개
- 2016년 마리끌레르차이나 2월호 표지 모델
- 2016년 vogue me 차이나 창간호 표지 모델 (2가지 버전 : 단독 / 루한, 미즈하라 키코, 파이퍼 아메리카 스미스)[40]
- 2016년 남도오락 4월호 표지모델
- 2016년 Grazia 4월호 표지모델
- 2016년 4월 20일 맨유 공식 웨이보 계정을 통한 생일축하 영상메시지(겸 중국 내 맨유투어 홍보)[41]
- 2016년 BAZAAR CHINA Man 바자 차이나 맨 7월호 표지모델
- 2016년 BAZAAR CHINA 바자 차이나 8월호 표지모델
- 2016년 L'Officiel Hommes CHINA 로피시엘옴므 차이나 10월호 표지모델 - 8주년 기념
- 2016년 중화권아이돌 최초 BOF(영국온라인잡지 The Business of Fashion) 500 선정 (2013년부터 매년 발표하고 있는 세계 각국에서 선정된 세계의 패션업계를 형성하는 인물 500人)
- 2016년 남도오락 12월호 표지모델
- 2016년 올해 중국의 영향력있는 인물 20인에 뽑히며 중국신문주간 12월호 표지모델
- 2017년 L'Officiel Hommes CHINA 로피시엘옴므 차이나 5월호 표지모델

### 광고
| 연도  | 기업명                         | 브랜드명(종류)                | 출연                           | 비고                                 |  |
| ----- | ------------------------------ | ----------------------------- | ------------------------------ | ------------------------------------ |  |
| 2014~ | 上海韩束化妆品有限公司         | 韩束KANS(화장품)              | 루한, 곽채결, 사정봉, 린즈링   |                                      |  |
| 2014~ | 北京普缇客科技有限公司         | 달링(모바일 쇼핑 앱)          | 단독                           |                                      |  |
| 2015~ | 互联网核心技术的技术型公司     | 바이두맵(모바일맵)            | 단독                           |                                      |  |
| 2015~ | 内蒙古伊利实业集团股份有限公司 | 이리 웨이커츠(유제품)         | 단독                           |                                      |  |
| 2015~ | 互联网技术型公司               | 멜리슈어(온라인쇼핑몰)        | 단독                           |                                      |  |
| 2015~ | 豚鼠科技                       | cavy tech(체감형 게임 밴드)   | 단독                           |                                      |  |
| 2015  | 有限责任公司                   | 오포(휴대폰)                  | 루한, 리이펑, 양멱             |                                      |  |
| 2015~ | PUMA                           | 푸마(스포츠)                  | 단독                           | 아시아 글로벌 모델 (최초)            |  |
| 2015~ | L'Oréal                        | 로레알(화장품)                | 단독                           | 영상광고 (펄빈 버르버러 찬조출연)    |  |
| 2015~ | P&G                            | Crest(치약)                   | 루한, 안젤라베이비, 허지옹     |                                      |  |
| 2016~ | Lancôme                        | 랑콤(Lancôme)(화장품)         | 단독                           |                                      |  |
| 2016~ | 联想集团有限公司               | 레노버(노트북)                | 단독                           |                                      |  |
| 2016~ | 四川玖玖爱食品有限公司         | 玖玖爱(라면)                  | 단독                           |                                      |  |
| 2016~ | Volkswagen                     | The Beetle(자동차)            | 단독                           |                                      |  |
| 2016~ | GAP                            | GAP(의류)                     | 루한, 오양나나                 |                                      |  |
| 2016~ | KFC                            | KFC(패스트푸드)               | 단독                           | 브랜드 모델                          |  |
| 2016~ | Izzue                          | Izzue(의류)                   | 단독                           | 생일기념 콜라보 패키지 판매          |  |
| 2016~ | 소후                           | 소후앱(포털사이트app)         | 루한, 리이펑, 왕카이, 자오리잉 |                                      |  |
| 2016~ | SONY                           | SONY(헤드폰, 스피커 등)       | 단독                           |                                      |  |
| 2016~ | Cartier                        | Cartier(명품 시계, 쥬얼리 등) | 단독                           | 아시아 최초, 세계 두번째 브랜드 모델 |  |
| 2018~ | adidas                         | adidas                        | 메시, 포그바 등 다수           | 손흥민도 출연                        |  |

## 수상
| 연도 | 상                                               | 부문                                             | 비고                                                                                               |
| ---- | ------------------------------------------------ | ------------------------------------------------ | -------------------------------------------------------------------------------------------------- |
| 2014 | Baidu Moments Conference                         | 가장 가치있는 남자 연예인상                      | |
| 2014 | iQiyi Night                                      | 아시아 인기 아이돌상                             | |
| 2014 | Tudou Young Choice Awards                        | 올해의 남자상                                    | |
| 2015 | Baidu Recorder of History 2014 Awards            | 인기상                                           | |
| 2015 | Weibo Night 2014                                 | 남신상                                           | |
| 2015 | Weibo Night 2014                                 | 웨이보킹                                         | |
| 2015 | 제 5회 베이징 국제 영화제 New Focus              | 신인상                                           | 《重返20岁, 2015》                                                                                 |
| 2015 | 제 22회 베이징 대학생 영화제                     | 최고 인기 남자배우상                             | 《重返20岁, 2015》                                                                                 |
| 2015 | 기네스 세계 기록 웨이보 최다 댓글수              | LUHAN, LUHAN Fan                                 | 2015년 9월 2일 기준 100,252,605개로 종전 본인의 기록 13,163,859개 (2012년 9월 10일) 갱신           |
| 2015 | 제 12회 광저우 대학생 영화제                     | 최고 인기 남자배우상                             | 《重返20岁, 2015》                                                                                 |
| 2016 | QQ music awards                                  | 최고의 남자가수상, 디지털 앨범 베스트 셀러상     | |
| 2016 | 기네스 세계 기록 The most people wearing antlers | LUHAN Fan                                        | 3월 26일 베이징 콘서트 현장에서 루한팬들이 루한의 상징인 사슴뿔을 쓴 내용이 기네스 기록으로 등재됨 |
| 2016 | MusicRadio 세계유행음악어워드                    | 매체추천앨범상, 올해의 재능연예인, 올해의 노래상 | |
| 2016 | V차트 어워드                                     | 올해의 앨범상, 올해의 최고남자 가수상            | |